# Zlatý míč 1966
Zlatý míč, cenu pro nejlepšího fotbalistu Evropy dle mezinárodního panelu sportovních novinářů, v roce 1966 získal anglický fotbalista Bobby Charlton. Šlo o jedenáctý ročník ankety a Charlton zvítězil dosud nejtěsnějším rozdílem v její historii, jediný bod ho předsunul před Portugalce Eusébia. Anketu již tradičně organizoval časopis France Football a výsledky určili sportovní publicisté z 22 zemí Evropy.

## Pořadí
| Pořadí | Hráč                | Reprezentace    | Kluby                     | Body |
| ------ | ------------------- | --------------- | ------------------------- | ---- |
| 1      | Bobby Charlton      | Anglie          | Manchester United         | 81   |
| 2      | Eusébio             | Portugalsko     | Benfica Lisabon           | 80   |
| 3      | Franz Beckenbauer   | Západní Německo | Bayern Mnichov            | 59   |
| 4      | Bobby Moore         | Anglie          | West Ham United           | 31   |
| 5      | Flórián Albert      | Maďarsko        | Ferencváros Budapešť      | 23   |
| 6      | Ferenc Bene         | Maďarsko        | Újpest FC                 | 8    |
| 7      | Lev Jašin           | SSSR            | Dynamo Moskva             | 6    |
|        | Alan Ball           | Anglie          | Blackpool FC / Everton FC | 6    |
|        | János Farkas        | Maďarsko        | Vasas Budapešť            | 6    |
| 10     | José Augusto Torres | Portugalsko     | Benfica Lisabon           | 5    |
| 11     | Mario Corso         | Itálie          | Inter Milán               | 4    |
|        | Valerij Voronin     | SSSR            | FC Torpedo Moskva         | 4    |
| 13     | Mário Coluna        | Portugalsko     | Benfica Lisabon           | 3    |
| 14     | Georgi Asparuchov   | Bulharsko       | Levski Sofia              | 2    |
|        | Sandro Mazzola      | Itálie          | Inter Milán               | 2    |
|        | Geoff Hurst         | Anglie          | West Ham United           | 2    |
| 17     | Gordon Banks        | Anglie          | Stoke City                | 2    |
| 18     | Denis Law           | Skotsko         | Manchester United         | 1    |
|        | Igor Čislenko       | SSSR            | Dynamo Moskva             | 1    |
|        | Tony Dunne          | Irsko           | Manchester United         | 1    |
|        | Paul Van Himst      | Belgie          | Anderlecht Brusel         | 1    |
|        | Willi Schulz        | Západní Německo | Hamburger SV              | 1    |
|        | Helmut Haller       | Západní Německo | Bologna FC                | 1    |